# しいな怜
しいな 怜（しいな れい、1984年1月31日 - ）は、日本のAV女優。

## 略歴
2004年：ワープエンタテインメント専属女優として『同時多発、エロ。』でAVデビュー。その後、主に独立系マニアレーベルに出演している。

## 作品

### アダルトビデオ
2004年
- 同時多発、エロ。（11月17日、ワープエンタテインメント）他出演:聖まこと、寧々
- 僕だけの巨乳ペット5 秘書（12月3日、ワープエンタテインメント）

2005年
- おしゃべりオマンコ（1月8日、ワープエンタテインメント）
- 変態◆淫語塾（2月5日、ワープエンタテインメント）
- ドリームシャワー（3月5日、ワープエンタテインメント）
- 浮気〜インケイジュ 3〜（4月5日、ワープエンタテインメント）共演:眞雪ゆん
- M男の気持ちがワカル痴女（4月29日、ワープエンタテインメント）
- ごっくん転職マガジン（6月5日、ワープエンタテインメント）
- Back[s]（7月5日、ワープエンタテインメント）
- 戦国陵辱絵巻 女忍者輪姦（7月7日、ヒビノ）共演:明乃夕奈
- 痴女とM男 〜女教師の誘惑〜（7月15日、タカラ映像）
- フェティッシュセックス（7月19日、スタイルアート）
- 競泳水着の女（8月4日、ヒビノ）
- 会員制高級ソープ 二輪車限定 痴女専門店（8月5日、GLAY'z）共演:立花里子
- 絶対調教 〜いい女が狂うまで〜（8月7日、アタッカーズ）共演:姫宮ラム、春うらら
- 巨乳秘書ドレイ（8月12日、タカラ映像）
- HARD style（8月19日、スタイルアート）
- 極 本番（9月9日、GLAY'ｚ）
- 若妻の性欲 〜怜の場合〜（9月13日、グローリークエスト）
- 発情パフォーマンス（9月13日、隼エージェンシー）他出演:早乙女みなき、森下さやか、今野由愛、菊原まどか、里美りん、水城梓、常夏みかん、長谷川ちひろ、七海ここな 他多数
- はれんち姦姦 30（9月30日、クリスタル映像）他出演:和希優子、木村のぞみ、矢内双葉、Momona、森沙和子
- 美人講師のパイパン潮吹き講座（10月7日、GLAY'z）共演:泉まりん、深見優奈、春野かおり、上野ゆり
- 淫乱症候群 チンコとザーメンが大好きな女たち（10月13日、隼エージェンシー）他出演:君嶋もえ、結城リナ、みずなあんり、天宮はるみ、堀口瞳、常夏みかん、立花美咲華、小林みゆき、森下さやか、MiCO
- 手コキエアライン（10月20日、SODクリエイト）共演:楓アイル、一条美穂、成宮夏恋、平井まい
- 初撮り 単体女優ドキュメント 現役高級銀座ホステス時代のしいな玲本物デビュー前初撮り映像（10月21日、ジャネス）
- レイプ現場3 おっぱいを揉みしだかれた6人の巨乳ギャル（11月15日、隼エージェンシー）他5名出演
- オナニスト 第XII章 32人のズリマン女（12月5日、隼エージェンシー）他31名出演

2006年
- 猥褻お姉様（1月5日、タカラ映像）他出演:七海ここな、来栖ゆう
- 密室発情診療（2月4日、タカラ映像）他出演:上原留華、RIRICO
- こだわりの手コキ 40人のハンドメイド（2月10日、隼エージェンシー）他39名出演
- THE BODY HEAT 2（2月17日、クリスタル映像）他出演:富永ルナ、国分まこ、RIRIKO（RIRICO）、愛原ひかる、青田典花、進藤理紗、朝丘まりん、速水怜、林マリア
- 極上4時間 手淫&舌淫SP3 怒涛の50連発+バイブ攻め発射10連発（3月10日、隼エージェンシー）他多数出演
- やっぱ!中出しでしょ4 *10人の中出し姫*（4月10日、隼エージェンシー）他出演:村山かづは、君嶋もえ、山口まゆ、白鳥あきら、結城リナ、薫まい、城崎めぐ、富永ルナ、進藤美雪
- しいな怜の痴女ザーメンマニア3（6月18日、ミルキーキャット）
- 巨乳レイプ4時間第8章（9月10日、隼エージェンシー）他出演:村上まゆ、進藤美雪、富永ルナ、大沢莉央、杉山圭、葉山くみこ、綾乃梓、薫まい、桃井りか、遠山若菜、横山メグ

2007年
- スーパーボディにぶっかけろ!（7月7日、ミルキーキャット）

2008年
- ごっくんとらいあるスペシャル（2月6日、ミルキーキャット）